# Клеј (Калифорнија)
Клеј (енгл. Clay) насељено је место без административног статуса у америчкој савезној држави Калифорнија.

## Демографија
По попису из 2010. године број становника је 1.195.
| Група             | 2000.    | 2010.       |
| Белци             | 0 (0,0%) | 891 (74,6%) |
| Афроамериканци    | 0 (0,0%) | 6 (0,5%)    |
| Азијати           | 0 (0,0%) | 8 (0,7%)    |
| Хиспаноамериканци | 0 (0,0%) | 242 (20,3%) |
| Укупно            | 0        | 1.195       |